# Coppa Italia 2001-2002 (pallamano maschile)
La Coppa Italia di pallamano 2001-2002 è stata la 17ª edizione del torneo annuale organizzato dalla Federazione Italiana Gioco Handball.

Alla competizione parteciparono le prime otto squadre classificate dopo il girone di andata della Serie A1 2001-2002.

Il torneo fu vinto, per la sesta volta nella sua storia, dalla Pallamano Trieste.

## Formula
La coppa Italia 2001-2002 fu disputata tramite la formula delle final eight dalle prime otto squadre classificate dopo il girone di andata della serie A1.

## Squadre partecipanti
| Club           | Città           | Palasport               | Sponsor        | Stagione 2000-2001          |
| -------------- | --------------- | ----------------------- | -------------- | --------------------------- |
| Bologna United | Bologna         | PalaSavena              |                | 7ª in Serie A1 2000-2001    |
| CUS Ancona     | Ancona          | Pala Veneto             |                | 2ª in Serie A2 - Girone A   |
| Conversano     | Conversano (BA) | Pala San Giacomo        | Papillon       | 3ª in Serie A1 2000-2001    |
| Prato          | Prato           | Pala Consiag            | Al.Pi.         | 8ª in Serie A1 2000-2001    |
| Rubiera        | Rubiera (RE)    | Pala Bursi              | N.M.S.         | 2ª in Serie A1 2000-2001    |
| Trieste        | Trieste         | PalaChiarbola           | Coop Essepiù   | Campione d'Italia 2000-2001 |
| Meran          | Merano (BZ)     | Centro Carlo Wolf       | Torggler Group | 5ª in Serie A1 2000-2001    |
| Brixen         | Bressanone (BZ) | Palasport di Bressanone | Forst          | 4ª in Serie A1 2000-2001    |

## Final Eight
Le final eight del torneo si sono svolte a Trieste dal 15 al 17 febbraio del 2002.

### Quarti di finale
| Squadra 1      | Squadra 2 | Risultato                 |
| -------------- | --------- | ------------------------- |
| Conversano     | Meran     | Trieste, 15 febbraio 2002 |
| Conversano     | Meran     | 31 - 25                   |
| CUS Ancona     | Prato     | Trieste, 15 febbraio 2002 |
| CUS Ancona     | Prato     | 33 - 32                   |
| Bologna United | Brixen    | Trieste, 15 febbraio 2002 |
| Bologna United | Brixen    | 20 - 17                   |
| Trieste        | Rubiera   | Trieste, 15 febbraio 2002 |
| Trieste        | Rubiera   | 20 - 17                   |

### Semifinali
| Squadra 1  | Squadra 2      | Risultato                 |
| ---------- | -------------- | ------------------------- |
| Conversano | CUS Ancona     | Trieste, 16 febbraio 2002 |
| Conversano | CUS Ancona     | 31 - 23                   |
| Trieste    | Bologna United | Trieste, 16 febbraio 2002 |
| Trieste    | Bologna United | 28 - 20                   |

### Finale
| Squadra 1 | Squadra 2  | Risultato                 |
| --------- | ---------- | ------------------------- |
| Trieste   | Conversano | Trieste, 17 febbraio 2002 |
| Trieste   | Conversano | 27 - 23                   |